# Auburn (New York)
Auburn is de hoofdstad van Cayuga County, New York, Verenigde Staten. Volgens de census van 2000, heeft de plaats 28574 inwoners en 11411 huishoudens.

## Bekende inwoners
- Abner Doubleday, generaal
- William Kemmler, moordenaar, eerste persoon die werd geëxecuteerd door middel van de elektrische stoel
- Harriet Tubman, abolitionist
- Eric Adams, zanger van Manowar
- Joey DeMaio, bassist van Manowar

## Geboren
- Avery Dulles (1918-2008), kardinaal
- John Cunningham (1932), acteur

## Externe link

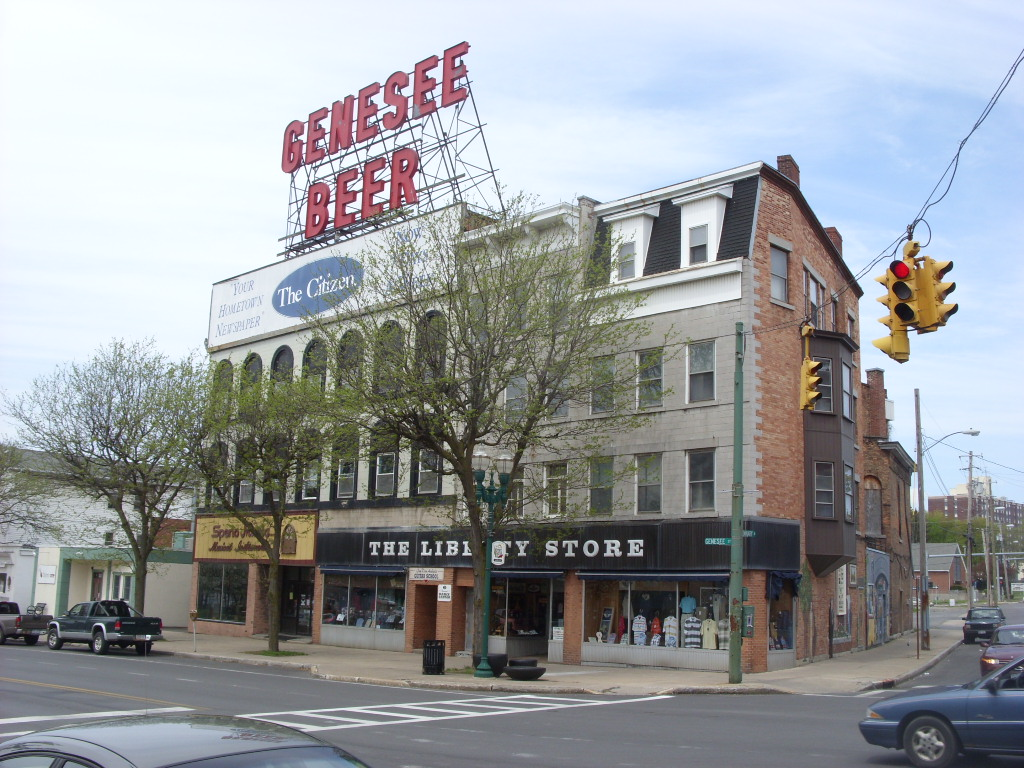
Downtown Auburn